# Île aux Oiseaux (Morbihan)
Pour les articles homonymes, voir Île aux Oiseaux.
L'île aux Oiseaux  est une petite île du golfe du Morbihan appartenant à l'état.
Elle est gérée par le conservatoire du littoral.
Cette île fait l'objet d'un arrêté de protection de biotope
Ce classement saisonnier a pour  objectif  de préserver les oiseaux pendant la période de nidification. 
Il consiste en une interdiction d’accès sur les parties terrestres des îles et îlots cités du 15 avril au 31 août.

## Toponymie
Cette île se nomme Enez er Legestr en breton, soit l'Île du Homard.

## Protection
L'île aux oiseaux fait l'objet d'un arrêté préfectoral de protection de biotope (APPB) qui vise la préservation de biotopes variés, indispensables à la survie d’espèces protégées spécifiques, depuis le 12 janvier 1982.
L'accostage est généralement interdit du 15 avril au 31 août

## Référence
1. ↑  Outil Juridique
2. ↑  Les îles et îlots, des espaces réglementés
3. ↑  Arrêté de préfectoral de protection de biotope
4. ↑  SECURITE DES BAIGNADES ET DES ACTIVITES NAUTIQUES